# Кутюмы Бовези

Первый том издания 1890 г.

Кутю́мы Бовези́ или бовезские кутюмы (старофр. Coustumes de Beauvoisis, фр. Coutumes de Beauvaisis) — сборник обычаев средневекового французского права, применявшихся преимущественно в северо-восточной части Франции в провинции Бовези. Создан французским юристом Филиппом де Бомануаром в 1282 году.
Оригинал сборника не сохранился; существует несколько хорошо сохранившихся списков с него, отличающихся только по диалекту.

## История создания
В средние века правовое регулирование общественных отношений внутри французского государства имело геополитическую специфику. В южных областях страны, подвергшихся существенному влиянию Римской империи, широкое развитие получило писаное право, в то время как на севере преобладало действие обычаев — кутюмов (от фр. coutume — обычай).
К XIII веку в различных частях государства насчитывалось около 60 больших и 300 малых кутюмов. Проводимые Людовиком IX государственные реформы, направленные на централизацию и укрепление власти, потребовали систематизации и унификации правовых норм на территории всей Франции. Составление кутюмов Бовези стало одной из первых попыток записи обычаев французских народов.

## Содержание сборника
Название сборника, как и дата его создания, являются условными.
Фактически в сборник включены обобщённые правила нескольких местностей, упорядоченные и творчески переработанные Ф. Бомануаром. При составлении сборника автор не только фиксировал существовавшие обычаи, но и дополнял их, трансформируя в духе школы французских легистов, а также дополняя нормами, утверждающими укрепление центральной власти монарха.
В большинстве своем сборник опирался на запись кутюмов одного из судебных округов графства Клермонта (на северо-западе Франции). При этом Филипп де Бомануари изложил более широкий обзор обычного права со ссылками на кутюмы других судебных округов, добавляя определённые положений канонического и римского права.
Несмотря на то, что сборник состоял из пролога и 70 глав, он не давал системного и целостного изложения правового материала, а лишь описывал большое количество кутюмов по различным вопросам права и процесса (организация суда и процесс, правовой статус разных категорий лиц, юридический режим земельных владений и иное).
Документ отличается значительным объёмом и содержит около 2000 статей, объединённых в тематические главы.
В сборник объединены нормы, регулирующие самые различные общественные отношения, однако особое внимание уделено правилам, связанным с организацией и осуществлением правосудия.
В сборнике закреплена презумпция невиновности, принцип объективного вменения и принцип зависимости меры ответственности от тяжести проступка (размера ущерба), описан широкий круг процессуальных вопросов, введены понятия умысла, покушения на преступление.
Кутюмы Бовези неоднократно отражали тему естественного права, развиваемую Филиппом де Бомануаром.
Кроме того Кутюмы Бовези отражали принцип непреложности правовых обычаев не только для местных жителей, но и для государственной власти: «Король должен сам соблюдать обычаи и заставлять других соблюдать эти обычаи».
После издания Кутюмов Бовези последовал выпуск ряд других подобных сборников: Кутюмы Тулузы (1296 год), Древний кутюм Бретани (1330 год). Особым авторитетом в судах пользовался сборник Большой кутюм Франции, составленный в 1389 году.

## Издания и переводы
Впервые сочинение Бомануара было издано в 1690 году и впоследствии многократно переиздавалось.
Наиболее авторитетными являются следующие издания:
- Ph. de Beaumanoir (Ф. де Бомануар). Coutumes De Beauvaisis. Texte critique publié avec une introduction, un glossaire et une table analytique par Am. Salmon. — 3-ème ed. — Paris: A. Picard et fils, 1899—1890. — Т. I,II.
- Ph. de Beaumanoir (Ф. де Бомануар). Les coutumes du Beauvoisis. — Auguste-Arthur Beugnot (ed.). — Paris: J. Renouard, 1835—1842.
- Philippe de Remi Beaumanoir (Ф. де Бомануар). The Coutumes De Beauvaisis of Philippe De Beaumanoir (sire de). — F. R. P. Akehurst. — Paris: University of Pennsylvania Press, 1992—1993. — 749 с. — ISBN 0812231058.

Полного перевода на русский язык не существует. Частичный перевод приведён в следующих изданиях:
- Социальная история средневековья. — под ред. Е. А. Косминского. — М.—Л., 1927. — Т. II.
- Кутюмы Бовези // Хрестоматия памятников феодального государства и права стран Европы. — пер. Э.И. Лисохиной. — М.: Гос. изд. юр. лит, 1961.